# Rafael Aceves Lozano
Rafael Aceves Lozano (San Ildefonso, Segòvia, 20 de març de 1837 – Madrid, 21 de febrer de 1876) va ser un compositor espanyol de sarsuela.
El 20 d'octubre de 1853 ingressà en el Conservatori de Madrid; al juny de 1858 va obtenir el primer premi de piano i la medalla d'or en els concursos públics de compositors celebrats el 20 de setembre del mateix any. El 1869 assolí en certamen públic el segon premi per la seua òpera El puñal de misericordia. Compongué a més d'altres obres, sent la més notable i sensitiva, La bola negra sarsuela estrenada el 1870, què, assolí gran èxit, i un Stabat Mater, què, dedicà al seu protector el consort de la reina Francesc d'Assís, fou molt elogiat pels entesos. També són seves aquestes composicions: La cancion de amor; La sobrina del rector, Mambrú; El testamento azul (en col·laboració amb Francisco Asenjo Barbieri i Cristóbal Oudrid); Los titiriteros; El teatro en 1776; El carbonero de Subiza (paròdia d'El molinero de Subiza); El trono de Escocia (en col·laboració amb Manuel Fernández Caballero), El príncipe Lila amb lletra de Rafael Maria Liern i Cerach estrenada el 1872 i en la que debutà la cantant Manuela Moral, Los cuatro sacristanes, la qual va obtenir un gran èxit; La bola negra i Mesa revuelta.
El seu germà Francisco Aceves Lozano, també era compositor.